# Toivo Sariola
Toivo Sariola (ur. 26 czerwca 1914 w Zielenogorsku, zm. 3 kwietnia 1985 w Helsinkach) – fiński lekkoatleta, sprinter.
Dwukrotny rekordzista kraju w sztafecie 4 × 100 metrów (42,1 w 1935 oraz 41,9 w 1936). Pięć razy wystąpił w meczach międzypaństwowych (dwa zwycięstwa w sztafecie 4 × 100 m). Reprezentował Finlandię na igrzyskach olimpijskich w Berlinie (1936), odpadając w eliminacjach w biegu na 100 metrów oraz w sztafecie 4 × 100 m. W trakcie zawodów zaprzyjaźnił się z największą gwiazdą igrzysk – Amerykaninem Jesse Owensem. Sariola zaproponował czarnoskórym biegaczom z reprezentacji USA wspólne wychodzenie na miasto, zarówno dla bezpieczeństwa Amerykanów, jak i jako protest przeciwko dyskryminacji rasowej. W podziękowaniu za miło spędzony czas w stolicy Niemiec Owens tuż przed powrotem do USA podarował Sarioli pałeczkę ze sztafety 4 × 100 metrów, w której Owens zdobył swój czwarty złoty medal igrzysk, z wypisaną dedykacją „dla przyjaciela Toivo Sarioli”. Po powrocie do kraju Fin kontynuował rodzinny biznes – cyrk. Sirkus Sariola był pierwszym i przez wiele lat największym cyrkiem w Finlandii. Pałeczkę podarowaną Sarioli przez Owensa otrzymała młodsza siostra Fina, która po latach przekazała ją lokalnemu stowarzyszeniu sportowemu. O pałeczce napisano w książce o historii miasteczka – Keravy.

## Rekordy życiowe
- bieg na 100 metrów – 10,8 (1935)
- skok w dal – 7,44 (1938)